# Paola & Chiara
Paola & Chiara er en pop/dance-duo fra Italien. Paola & Chiara består af de to søskende Chiara Lezzi og Paola Lezzi.

## Diskografi
| - 1997: Ci Chiamano Bambine - 1998: Giornata Storica - 2000: Television - 2002: Festival - 2004: Blu - 2007: Win the Game - 2010: Milleluci - 2013: Giungla | - 2005: Greatest Hits - 2015: The Story - 2023: Per Sempre - 2005: Paola e Chiara The Video Collection: 1997–2005 |

### Top-10 singler
| År   | Single                             | Højeste hitlisteplacering |
| År   | Single                             | ITA                       |
| ---- | ---------------------------------- | ------------------------- |
| 2000 | "Vamos a bailar (esta vida nueva)" | 1                         |
| 2000 | "Viva el amor!"                    | 8                         |
| 2002 | "Festival"                         | 6                         |
| 2005 | "A modo mio"                       | 10                        |
| 2007 | "Second Life"                      | 4                         |
| 2007 | "Cambiare pagina"                  | 7                         |